# Villa Frei (Coyhaique)
Para la estación del Metro de Santiago, véase Estación Villa Frei.
Villa Frei es una localidad chilena ubicada en la comuna de Coyhaique, región de Aysén del General Carlos Ibáñez del Campo. Está ubicada a 25 kilómetros al sur de la capital comunal, específicamente en el valle Simpson, en la intersección de los lagos Monreal y Paloma.
Fue fundada en octubre de 1969, durante el gobierno del presidente Eduardo Frei Montalva —de quien recibió su nombre—, aunque su instalación fue controversial, dada la cercanía del poblado de Villa Simpson, del cual solo lo separaban 5 kilómetros.

El transcurso del tiempo daría la razón a los que habían discrepado de la ubicación elegida y a los que dudaban de su viabilidad. Villa Simpson ha crecido desde entonces en todo sentido, en tanto que Villa Frei ha continuado siendo el mismo poblado del día de su inauguración, si tiene futuro con el turismo y por su ubicación estratégica entre lago.
Mateo Martinic, De la Trapananda al Áysen.